# デリック運転士
デリック運転士（ - うんてんし）は、日本の労働安全衛生法で定められた国家資格（免許）の一つであり、デリック運転士免許試験（学科及び実技）に合格し免許の交付を受けた者を言う。なお、一定の規模以下のデリックについては、特別教育を受けることで運転・操作することが可能となっており、当該特別教育を修了した者を指して言う場合もある。
法令改正に伴い2006年3月31日限りで廃止された（一部例外的規定あり。後述）。

## 沿革
クレーン等安全規則（昭和37年労働省令第16号）の制定・施行に伴い、1962年11月1日にそれまでの起重機運転士免許がクレーン運転士免許とデリック運転士免許に分化され、法令上のデリックに属する装置の運転・操作をすることができる資格として整備された。
労働安全衛生関連法令の改正により、2006年3月31日限りをもって法令から「現行の免許」としての条項が削除され廃止となった。ただし、廃止前に学科試験のみ合格で実技試験未合格の者にはさらに1年間、経過措置としての特例的な実技試験を受ける機会が与えられ、合格した場合は（免許廃止後ではあるが）デリック運転士免許を受けることができる。また、廃止前に学科・実技とも合格したが免許申請未了の者（旧クレーン運転士免許を有する者等を除く）については、労働安全衛生法の他の免許と同様、免許申請に期限が定められていないため、廃止後もデリック運転士免許を申請し取得することが可能である。廃止時点でデリック運転士を保持していた者は、「旧デリック免許を受けた者」として就労制限の対象外とされ引き続きデリックの運転・操作が認められる。廃止後の経過措置試験で合格した者及び廃止後に免許申請をした者については、既に廃止となったはずのデリック運転士免許が与えられるが、法的にはその瞬間からその免許は「旧デリック運転士免許」として扱われる（就労制限等の扱いについては廃止前の既得者に同じ）。

## 概要
- デリックを運転する上で必要とされる資格である。

## 区分
- デリック運転士免許 - 吊上荷重5t以上を含め全てのデリックの運転・操作することができる
- （以下のものについては、特別教育で運転資格が得られるので運転士とはいわないことが多い、また免許ではない）
- デリックの運転の業務に係る特別教育 - 吊上荷重0.5t以上5t未満のデリックの運転・操作することができる

※法令上、つり上げ荷重0.5t未満のデリックの運転・操作には上記資格は不要であるが、労働者の安全衛生上は取得しておくのが望ましいとされる。

## デリック
- 土木建築現場で広く使われるデリック（建築資材などをつり上げるクレーン）を運転することができる。

## デリックの種類
- ガイデリック、ステレフレッグデリック、ジンポールデリック、鳥居型デリック、三脚デリック、軽便三脚デリック等のデリック等の全てのデリック。

## 受験資格
- 誰でも受験可能だが、免許交付は18歳以上。

## 免許試験
- 免許試験は全国の安全衛生技術センターにおいて行われた。実技教習は都道府県労働局長登録教習機関において行われた。
- 試験のうち、学科は安全衛生技術センターで受験しなければならないが、実技についてはセンターで実技試験を受けるコースのほか、登録教習機関で「デリック運転実技教習」を修了するという選択肢も認められていた。
- この資格は2006年3月31日限りで廃止され、同年4月1日から新設されるクレーン・デリック運転士に統合されたが、次の者には、引き続き制度改正前のデリック運転士免許が、改正後の免許証の様式により交付される（申請期限は限定されていない）。
  - 廃止前にデリック運転士免許を受けることのできる資格を得ていた者で免許未申請のもの
  - 廃止前にデリック運転士免許試験の学科試験にのみ合格し、廃止後2007年3月31日までの1年間に経過措置として行われた旧制度による実技試験に合格した者

### 免許試験科目
- 学科

1. デリックに関する知識
2. 原動機及び電気に関する知識
3. デリックの運転のために必要な力学に関する知識
4. 関係法令

- 実技

1. デリックの運転
2. デリックの運転のための合図

### デリック運転実技教習科目
1. デリックの基本運転
2. デリックの応用運転
3. デリックの合図の基本作業

## 特別教育
- 特別教育は各事業所（企業等）又は都道府県労働局長登録教習機関において行われる。
- 告示で規定された履修時間は13時間（以上）となっている。

### 特別教育科目
- 学科

1. デリックに関する知識
2. 原動機及び電気に関する知識
3. デリックの運転のために必要な力学に関する知識
4. 関係法令

- 実技

1. デリックの運転
2. デリックの運転のための合図